# Marquis Miami
Marquis Miami ist ein im Jahr 2009 nach vier Jahren Bauzeit vollendeter Wolkenkratzer in Miami. Die Höhe des an der 1100 Biscayne Boulevard befindlichen Bauwerks beträgt 207 Meter. Das Gebäude ist somit das fünfthöchste der Stadt. Auf den 63 Etagen des Gebäudes befindet sich im unteren Bereich ein Hotel, während weiter oben Wohnapartments untergebracht sind. Das Architekturbüro Arquitectonica hat den Turm entworfen, dessen meiste Etagen über Balkone verfügen.